# Chlum (Hořice)
Chlum je vesnice, část města Hořice v okrese Jičín. Nachází se asi 2,5 km na severozápad od Hořic. V roce 2009 zde bylo evidováno 65 adres. V roce 2001 zde trvale žilo 109 obyvatel.
Chlum leží v katastrálním území Chlum u Hořic o rozloze 5,07 km2. V katastrálním území Chlum u Hořic leží i Hořice.